# Dalasi
El dalasi és la moneda nacional de Gàmbia, adoptada oficialment el 1971. El seu codi ISO 4217 és GMD i s'acostuma a abreujar D.
Va substituir la lliura gambiana a raó de 5 dalasis per lliura.

## Monedes i bitllets
Els bitllets gambians són de 100, 50, 25, 10 i 5 dalasis. Les monedes són d'1 dalasi, i de la unitat fraccionària del dalasi, anomenada butut, molt poc utilitzades. De bututs, n'hi ha monedes de 50, 25, 10, 5 i 1, i només circulen les dues de més valor.

## Taxes de canvi
- 1 EUR = 62,6192 GMD (26 de gener del 2021)
- 1 USD = 51,5930 GMD (26 de gener del 2021)

## Imatges dels bitllets
Els bitllets tenen una circulació normalitzada arreu del país. En canvi, les monedes són usades més limitadament.

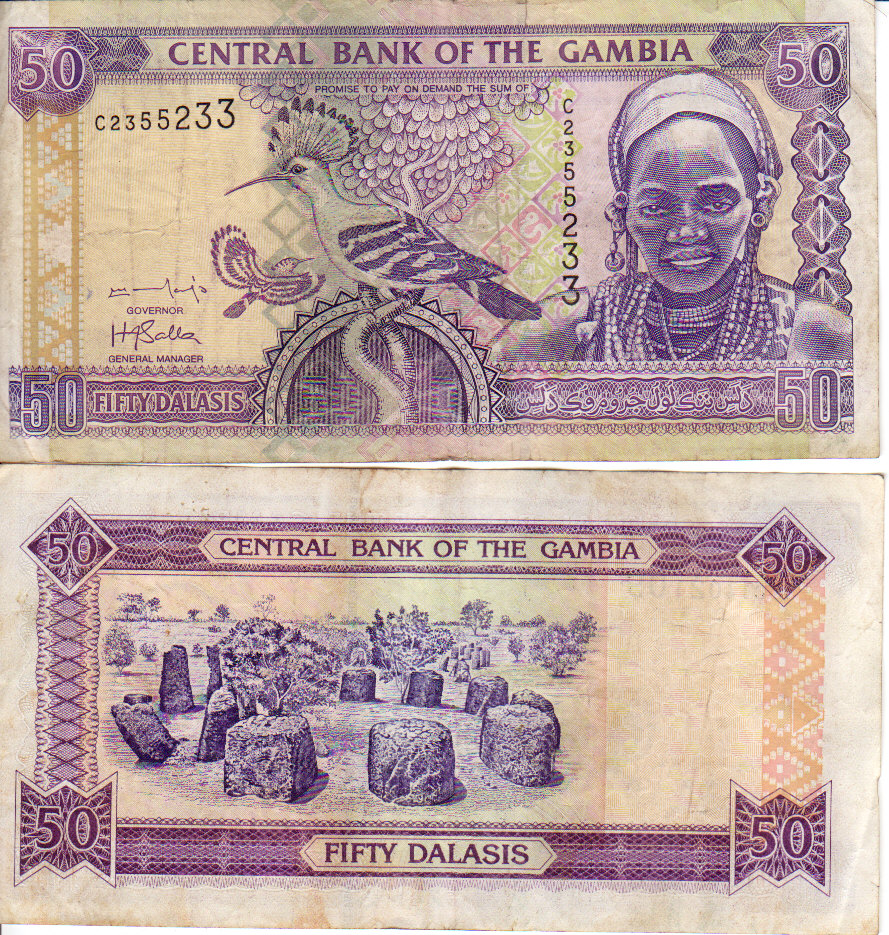
50 dalasis, anvers i revers